# .284 Winchester

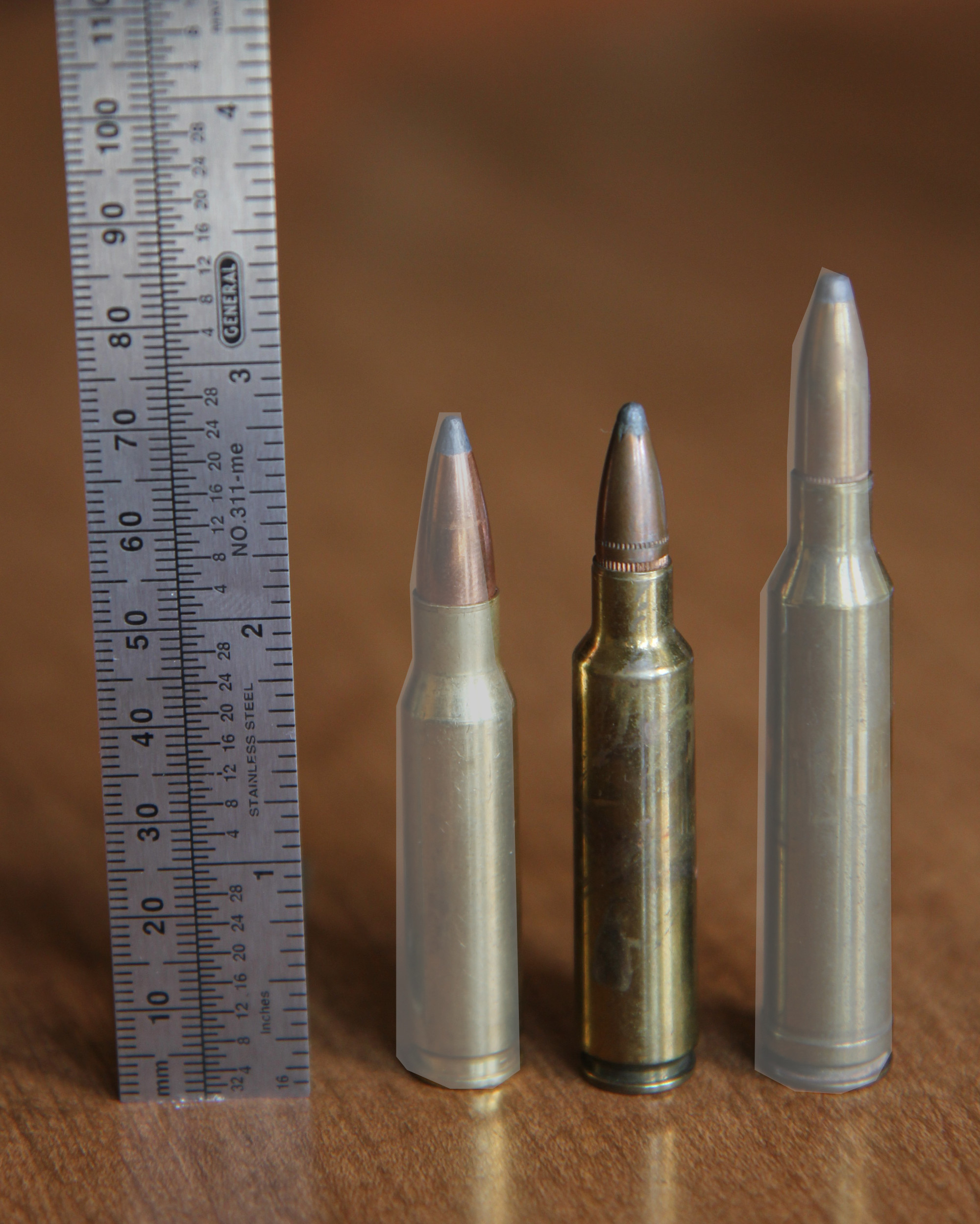
O cartucho .284 Winchester (ao centro)
com o .308 Win (esquerda)
e o 7mm Remington Magnum (direita).

O .284 Winchester é um cartucho que não teve sucesso comercial e ressurgiu devido ao interesse de atiradores de  competições de longo alcance. Introduzido pela Winchester em 1963, o .284 Winchester foi projetado para atingir o mesmo desempenho do .270 Winchester e do .280 Remington para o rifle semiautomático Winchester Model 100 e para o rifle por ação de alavanca Winchester Model 88.